# Agua Dulce (Kalifornien)
Agua Dulce (spanisch: Süßwasser) ist ein census-designated place (CDP) im Nordwesten des Los Angeles County im US-Bundesstaat Kalifornien. Das U.S. Census Bureau hat bei der Volkszählung 2020 eine Einwohnerzahl von 3.451 ermittelt.

## Geographie
Agua Dulce liegt im Santa Clarita Valley und grenzt an Acton, Castaic Canyons, Palmdale und Tujunga Canyons. Der Ort erstreckt sich über 31,46 Quadratmeilen (etwa 81,5 Quadratkilometer).

## Geschichte
Das Gebiet war von Tataviam-Indianern bewohnt, einer eine Shoshoni-Sprache sprechenden Gruppe. Sie waren vermutlich vor über 1.500 Jahren in das Santa Clarita Valley eingewandert und hatten wahrscheinlich die Chumash nach Westen verdrängt. Sie lebten als Jäger und Sammler und galten als friedlich. Die Tataviam lebten in Dörfern aus Laubhütten. Tataviam war keine Eigenbezeichnung, sondern eine Bezeichnung der Kitanemuk im Antilope Valley und bedeutete etwa die von der Sonne Beschienen oder die am Südhang Wohnenden. 1769 erreichte die Expedition von Gaspar de Portolà das Gebiet der Tataviam, dem wahrscheinlich am dünnsten besiedelten Gebiet westlich der Mojave-Wüste. Der Stamm umfasste zu dem Zeitpunkt etwa tausend Personen.
Die Tataviam wurden in der spanischen Kolonialzeit zur Mission San Fernando deportiert und vermischten sich dort mit Angehörigen anderer Stämme. Als die mexikanische Regierung die Missionen säkularisierte, wurde das Land nicht zurückgegeben, sondern an einflussreiche mexikanische Familien verteilt. Nach dem Mexikanisch-Amerikanischen Krieg begann die Bundesregierung von 1850 bis 1870 mit der Landvermessung. Hiernach meldete die Atlantic & Pacific Railroad  einen Claim auf das Gebiet des heutigen Agua Dulce nach dem Homestead Act an, ebenso die Southern Pacific Railroad einige Wochen später. Anders als die Atlantic & Pacific Railrod begann die Southern Pacific Gleise zu verlegen, sie folgte dabei mobilen Bergarbeitercamps. 1876 beantragte die Southern Pacific Railroad die Anerkennung ihrer Ansprüche auf das Land entlang der Gleisanlagen. Der Antrag wurde zunächst bewilligt und dem Unternehmen die Auswahl unter angrenzenden Grundstücken überlassen, das übrige Land wurde anderen Siedlern überlassen. Allerdings wurde die Bewilligung wegen des früheren Antrags der Atlantic & Pacific Railroad widerrufen und beschlossen, dass, da diese keine Gleise gebaut hatte, die Übertragung nichtig und das Land Bundeseigentum sei. Eine Klage hiergegen wurde schließlich durch den Supreme Court abgewiesen. Das Bundesland wurde Teil des heutigen Los Angeles National Forrest.